# 特魯別日河
特魯別日河是俄羅斯的河流，位於雅羅斯拉夫爾州，最終注入普列謝耶沃湖，河道全長36公里，流域面積254平方公里，佔該湖集水區面積的58%，河畔城鎮有佩列斯拉夫爾-扎列斯基。
56°44′N 38°50′E / 56.733°N 38.833°E